# Banca delle Quattro Legazioni
La Banca delle Quattro Legazioni è stata una banca romagnola esistita fra il 1855 e il 1861.

## Storia
Nel 1855 la succursale di Bologna della Banca dello Stato Pontificio fu separata dalla banca centrale e divenne autonoma.
Il processo di trasformazione societaria fu completato nel 1857 con la fondazione a Bologna della società anonima Banca delle Quattro Legazioni.
Promotore dell'operazione fu Marco Minghetti  appoggiato del marchese Luigi Pizzardi, poi primo sindaco di Bologna. Prese il nome dalle quattro legazioni che erano la suddivisione amministrativa con cui lo Stato pontificio governava Bologna e la Romagna.
Divenne istituto di emissione nelle fasi convulse tra il 1859 e la proclamazione del Regno d'Italia, per poi confluire nella Banca Nazionale del Regno d'Italia